# Imágenes de alto rango dinámico

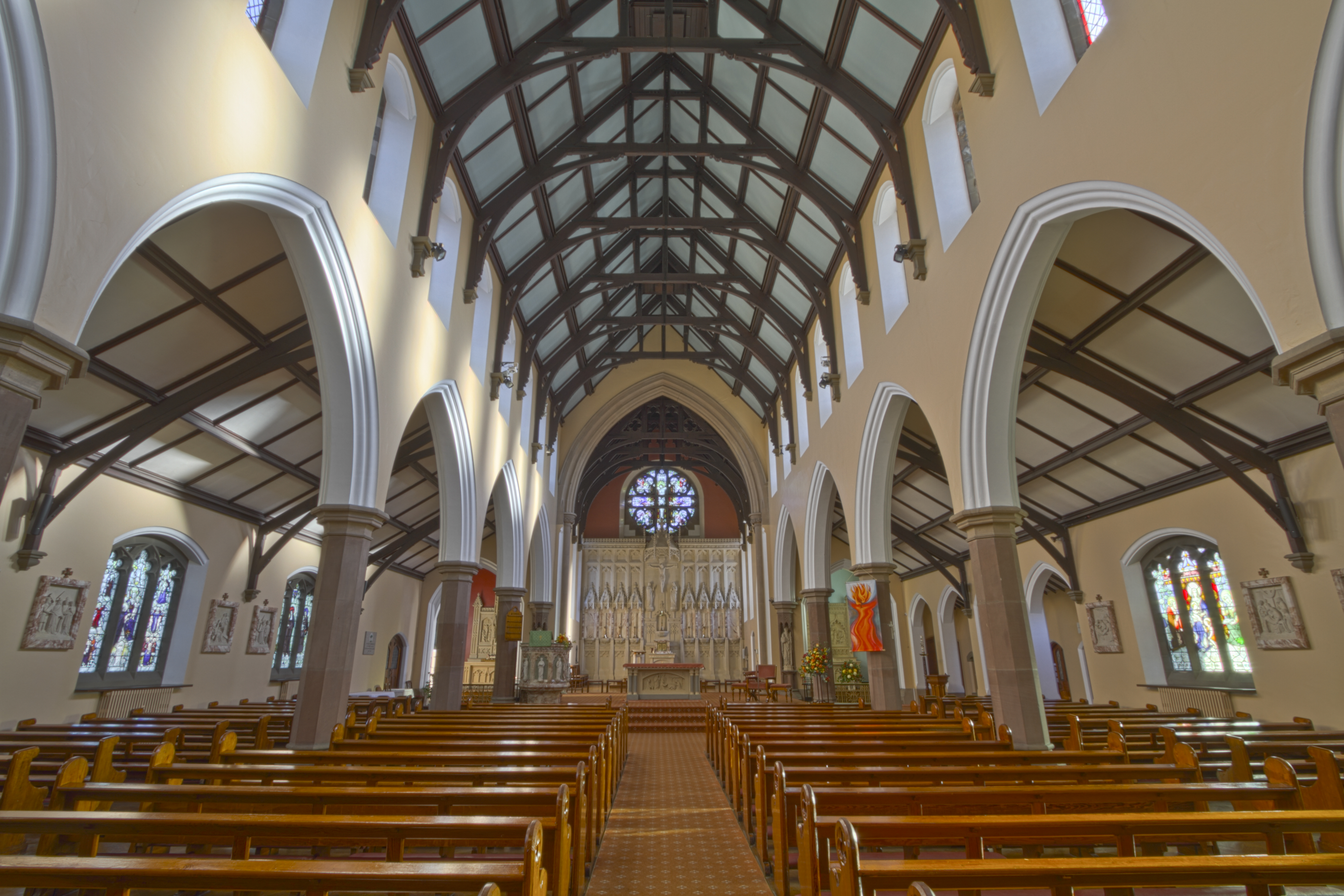
Ejemplo de fotografía HDR.

En procesamiento de imágenes, gráficos por ordenador y fotografía, las imágenes de alto rango dinámico o HDR (High Dynamic Range en inglés) son un conjunto de técnicas que permiten un mejor rango dinámico de luminancias entre las zonas más claras y las más oscuras de una imagen del que las técnicas de imagen digital estándar o métodos fotográficos pueden ofrecer. 
La fotografía de alto rango dinámico permite obtener imágenes más acorde a las visualizadas por el ojo humano, que cuando observa el mundo que nos rodea es capaz de distinguir detalles en zonas con una diferencia de iluminación muy superior a la soportada por otros formatos como la película o los formatos de imágenes comprimidas. El ojo humano, mediante la adaptación del iris y otros métodos, se ajusta constantemente para adaptarse a un rango más amplio de luminaria presente en el entorno. El cerebro interpreta continuamente esta información para que el espectador pueda ver en una amplia gama de condiciones de luz. 
Este rango dinámico más extenso permite a las imágenes HDR representar con más exactitud el extenso rango de niveles de intensidad encontrados en escenas reales, que van desde luz solar directa hasta la débil luz de las estrellas.
Los dos principales orígenes de las imágenes HDR son el renderizado por ordenador y la mezcla de múltiples fotografías, que a su vez son conocidas como fotografías de bajo rango dinámico (BRD), también llamadas de rango dinámico estándar (RDE).
Las técnicas de mapeo tonal (mapeo de tonos), que reducen todo el contraste para facilitar que dispositivos con menos rango dinámico muestren imágenes ARD, pueden aplicarse para producir imágenes conservando o exagerando el contraste localmente para realizar un efecto artístico.

## Fotografía
En fotografía, el rango dinámico se mide en diferencias de valor de exposición EV (medido por puntos de diafragma, del inglés f/stops) entre las partes de la imagen más claras y más oscuras que muestran detalle. Un incremento de un EV o una parada es una duplicación de la cantidad de luz.
| Dispositivo           | Puntos | Contraste |
| --------------------- | ------ | --------- |
| Pantalla LCD          | 9.5    | 700:1     |
| Cámara DSLR (1Dmk2)   | 11     | 2048:1    |
| Película de impresión | 7      | 128:1     |

Las fotografías HDR se consiguen en general capturando varias fotografías estándar, usando a menudo bracketing de exposiciones, y después combinándolas en una imagen HDR. Las fotografías digitales con frecuencia se codifican en formato RAW, propio de la cámara para imágenes, porque la codificación JPEG de 8 bits no ofrece valores suficientes para permitir una transición correcta (además de introducir efectos indeseados debido a la compresión con pérdida).
Cualquier cámara que permita un ajuste manual de la exposición de una foto puede usarse para crear imágenes HDR.
Algunas cámaras tienen bracketing de exposiciones automático (AEB) con un rango dinámico mucho mejor que otras, desde los 3 EV de la Canon EOS 40D, a los 18 EV de la Canon EOS-1D Mark II.
La Pentax K-7 DSLR tiene un modo HDR que captura una imagen HDR y después devuelve (sólo) un archivo JPEG con mapeado de tonos.
| ISO  | Rango dinámico (Puntos de Luz) |
| ---- | ------------------------------ |
| 50   | 11.3                           |
| 100  | 11.6                           |
| 200  | 11.5                           |
| 400  | 11.2                           |
| 800  | 10.7                           |
| 1600 | 9.7                            |
| 3200 | 8.7                            |

### Matemáticas
Proporción de contraste = 2(Diferencia de EV)
Diferencia de EV = log2(Proporción de contraste)
El hecho de que un incremento de un EV indique una duplicación de luz significa que el EV se represente con frecuencia en una escala logarítmica de base 2.
La percepción humana del brillo está bastante aproximada por la función potencial de Stevens, que dice que a lo largo de un rango razonable se aproxima a logarítmica, como se describe por la ley de Weber-Fechner. Esta es la razón por la que se suelen utilizar medidas logarítmicas para la intensidad de la luz.

## Representar imágenes ARD en pantallas LDR

### Reducción de contraste
Las imágenes ARD se pueden representar fácilmente en dispositivos LDR comunes, como monitores de ordenador o impresoras fotográficas, simplemente reduciendo el contraste, como todo software de edición de imágenes es capaz de hacer.

### Recortando y comprimiendo rango dinámico
A menudo las escenas con alto rango dinámico se representan en dispositivos LDR recortando el rango dinámico, eliminando los detalles más oscuros y más claros, o alternativamente mediante una curva de conversión S que comprima el contraste progresivamente y más agresivamente en los puntos más luminosos o más ensombrecidos mientras deja las porciones intermedias de contraste relativamente ilesas.

### Mapeado de tonos
El mapeado de tonos reduce el rango dinámico, o proporción de contraste, de la imagen completa, mientras mantiene el contraste localizado (entre píxeles vecinos), recurriendo a la investigación de cómo el ojo humano y la corteza visual perciben una escena, tratando de representar todo el rango dinámico mientras se mantiene un color realista y el contraste.
Las imágenes con una gran transformación de mapeado de tonos tienen su rango muy comprimido, creando un renderizado de bajo rango dinámico irreal de una escena HDR.
Varias aplicaciones de software están disponibles en las plataformas de PC, Mac y Linux para producir archivos HDR e imágenes de tono mapeado.
Algunos títulos notables incluyen:
- Adobe Photoshop
- Affinity Photo
- Aurora HDR
- Dynamic Photo HDR
- EasyHDR
- HDR Efex Pro
- HDR PhotoStudio
- Luminancia HDR
- MagicRaw
- Oloneo PhotoEngine
- Photomatix Pro
- PTGui
- SNS-HDR

## Comparación con imágenes digitales tradicionales
La información almacenada en imágenes HDR se corresponde típicamente con los valores físicos de luminancia o radiancia que pueden ser observados en el mundo real. Esto las diferencia de las imágenes digitales tradicionales, que representan colores que deberían aparecer en un monitor o impresos en un papel. Por lo tanto, los formatos de imagen HDR se llaman a menudo “referidos a escena”, al contrario que las imágenes digitales tradicionales, que son “referidas a dispositivos” o “referidas a salida”. Además, las imágenes tradicionales se codifican por lo general hacia el sistema visual (maximizando la información visual almacenada en un número fijo de bits), que normalmente se llaman “codificación gamma” o “corrección gamma”. Los valores almacenados para las imágenes HDR tienen normalmente una corrección gamma (función potencial), o una codificación logarítmica, o valores lineales de coma flotante, dado que las codificaciones lineales de punto fijo son cada vez menos eficientes a medida que aumentan los rangos dinámicos.
Las imágenes HDR suelen utilizar un número de bits mayor que las imágenes tradicionales por canal de color para representar muchos más colores sobre un rango dinámico mucho mayor. Normalmente se utilizan números de coma flotante de 16 o 32 bits para representar píxeles HDR. Sin embargo, cuando se usa una función de transferencia apropiada, los píxeles HDR se pueden representar para algunas aplicaciones con 10 o 12 bits para luminancia y 8 bits para crominancia sin introducir ningún artefacto de cuantificación visible.

## HDR en videojuegos
Este realismo se aplica a las animaciones en 3D o a los videojuegos. Los primeros videojuegos en utilizar esta tecnología fueron Far Cry y Half-Life 2: Lost Coast. Un ejemplo bastante interesante son las imágenes HDR que caracterizan a Tom Clancy's Rainbow Six: Vegas.
Hoy en día existen varios videojuegos con esta característica para dar mayor "realismo" gráfico, particularmente a videojuegos con un tema de juego donde aparezcan elementos detallados y muy definidos, como personas, animales, ambientes naturales, etcétera, y a su vez para aumentar la calidad de gráficos del sistema, y por otro lado, busca llamar la atención y satisfacer al jugador en lo que a calidad de gráficos se refiere.

## Historia de la fotografía HDR

### 1850
La idea de utilizar varias exposiciones para reparar un rango demasiado grande de luminancia fue pionera sobre 1850 por Gustave Le Gray para renderizar vistas marinas mostrando a la vez el mar y el cielo. Tal renderizado fue imposible en esa época dado que usando técnicas estándar el rango de luminancia era demasiado grande. Le Gray utilizó un negativo para el cielo, y otro con una exposición mayor para el mar, posteriormente combinando ambos en una sola imagen en positivo.

Foto por Gustave LeGray
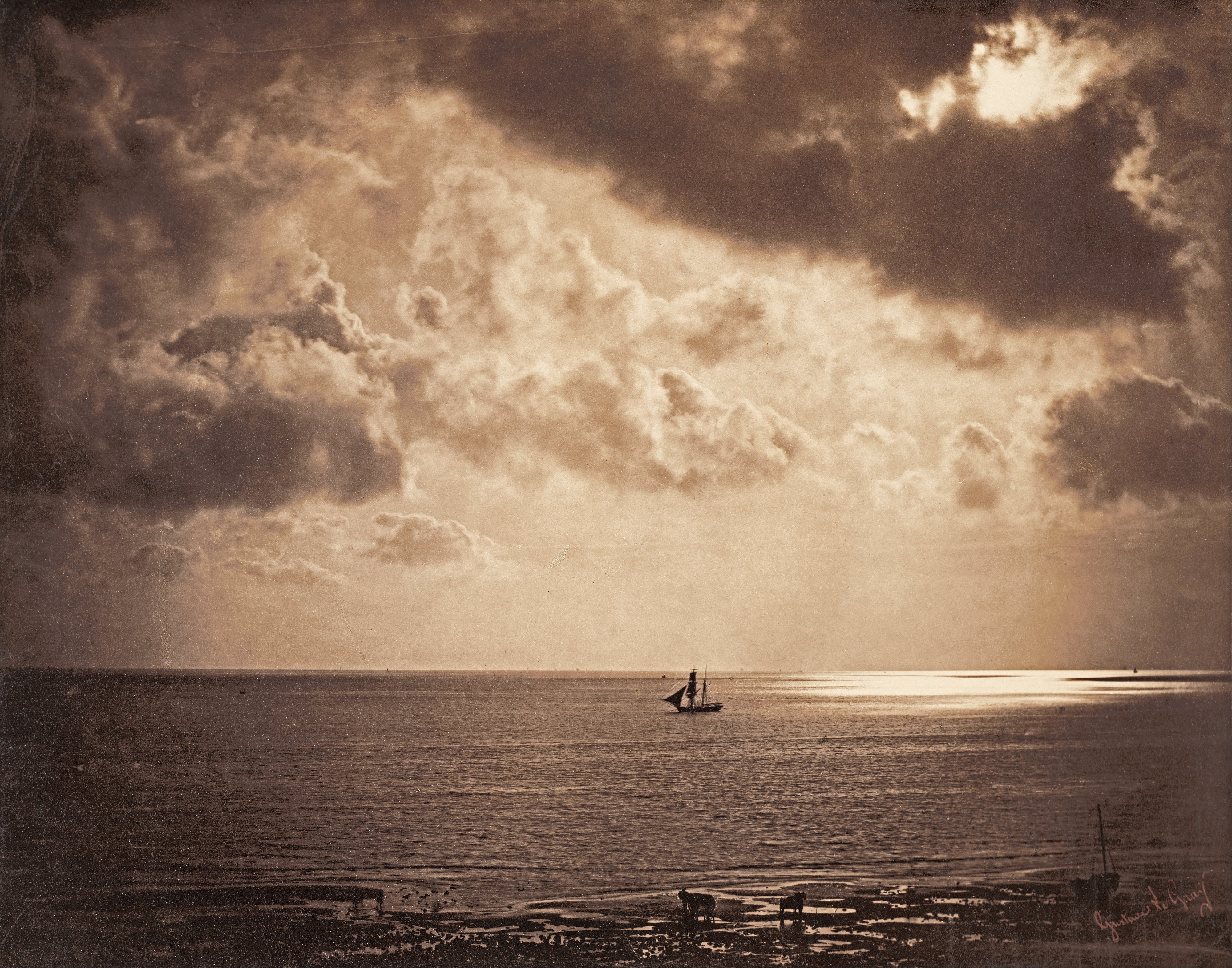
Foto por Gustave LeGray

### 1930
Las técnicas de realización de imágenes HDR fueron realizadas originalmente en las décadas 1930 y 1940 por Charles Wyckoff.
Sus imágenes detalladas sobre explosiones nucleares aparecieron en la portada de la revista Life a mediados de los 40. Wyckoff implementó el remapeado de tonos vecinos local para combinar de diferente forma las capas de película expuestas en una sola imagen de un rango dinámico superior.

### 1980
La conveniencia del HDR ha sido reconocida durante décadas, pero su mayor uso fue, hasta hace poco, excluida por las limitaciones impuestas por la capacidad de proceso de los ordenadores actual. Probablemente la primera aplicación práctica de HDR fue la industria de cine a finales de los 80 y, en 1985, Gregory Ward creó el formato de archivos de imagen RGBE de radiancia, que fue el primer (y aun el más utilizado) formato de imagen HDR.
El concepto de vecindad de mapeado de tonos de Wyckoff fue aplicado a las cámaras de vídeo por un equipo del instituto Technion de Israel liderado por el profesor Y. Y. Zeevi, que solicitó una patente de su concepto en 1988. En 1993 se presentó la primera cámara médica comercial, que realizaba capturas de múltiples imágenes con distintas exposiciones en tiempo real, y producía imagen de vídeo HDR.
Las técnicas de imagen HDR modernas utilizan una aproximación completamente diferente, basada en la realización de una luminancia o mapa de luz de gran rango dinámico, utilizando únicamente operaciones globales sobre imágenes (sobre la imagen completa), y posteriormente realizando un mapeado de tonos sobre el resultado. El HDR global fue introducido primeramente en 1993, dando resultado a una teoría matemática sobre varias imágenes expuestas diferentes que trataban de la misma materia que fue publicada en 1995 por Steve Mann y Rosalind Picard. En 1997 esta técnica del HDR global de combinar varias imágenes expuestas de manera diferente para producir una única imagen HDR fue presentada a la comunidad de gráficos por ordenador por Paul Debevec.
Este método fue desarrollado para producir una imagen de gran rango dinámico desde un conjunto de fotografías tomadas con un rango de exposiciones. Con la creciente popularidad de las cámaras digitales y el software de escritorio de fácil uso, el término HDR pasa a ser utilizado popularmente para referir a este proceso. Esta técnica de composición es diferente de (y puede ser de mucha menor o mayor calidad que) la producción de una imagen desde una única exposición de un sensor con un gran rango dinámico. El mapeado de tonos también es usado para mostrar imágenes HDR en dispositivos con un rango dinámico menor, como una pantalla de ordenador.

### 1996
Steve Mann desarrolló y patentó el método HDR global para producir imágenes digitales teniendo un amplio rango dinámico en el Laboratorio de Medios MIT. El método de Mann incluía un procedimiento de dos pasos: (1) generar un único array de imagen de coma flotante sólo mediante operaciones globales (operaciones que afectan a todos los pixeles por igual, sin fijarse en sus alrededores); (2) convertir este array imagen, utilizando un procesamiento local de zonas (remapeado de tonos, etc.), en una imagen HDR. El array imagen generado por el primer paso del proceso de Mann se llama una “imagen de poco espacio” o “mapa de radiancia”. Otro beneficio del proceso de creación de imágenes HDR global es que proporciona acceso a la luz intermedia o al mapa de radiancia, que ha sido utilizado para visión por ordenador, y otras operaciones de procesamiento de imágenes.

### 1997
En el año 1997 esta técnica de combinar varias imágenes expuestas de manera diferente para producir una única imagen HDR fue presentada al público por Paul Debevec.

### 2005
El Photoshop CS2 introdujo la función combinar a HDR.

En muchos aspectos, la función HDR del Photoshop CS2 es el santo grial del rango dinámico. Con una fotografía acertada y archivos procesados permite a los fotógrafos crear imágenes fácilmente que antes hubieran sido imposibles, o por lo menos muy difíciles de realizar. Pero, con lo bueno que es, al igual que un arma o la energía nuclear, puede ser igual de malo que bueno.
No todas las imágenes necesitan tener de 10 a 15 paradas de rango dinámico. De hecho, muchas fotografías quedan bastante bien con las 5-7 pasos de rango dinámico a las que estamos acostumbrados. Espero ver algunas imágenes tontas o francamente feas en los meses venideros, a medida que los fotógrafos obtengan sus copias de Photoshop CS2 y empiecen a descubrir de lo que es capaz la función HDR.
Pero, como con toda herramienta, en las manos de artistas sensibles o artesanos competentes, estoy seguro de que empezaremos a mostrar el mundo de nuevas y emocionantes formas.
Michael Reichmann, Luminous Landscape

### Vídeo
Hasta hace poco no había ejemplos “puros” de cinematografía basada en HDR, dado que los efectos eran comúnmente usados en secuencias mezcladas en películas. Sin embargo, con la venida del bajo coste en consumo de las cámaras.

## Galería de imágenes

Fotografías
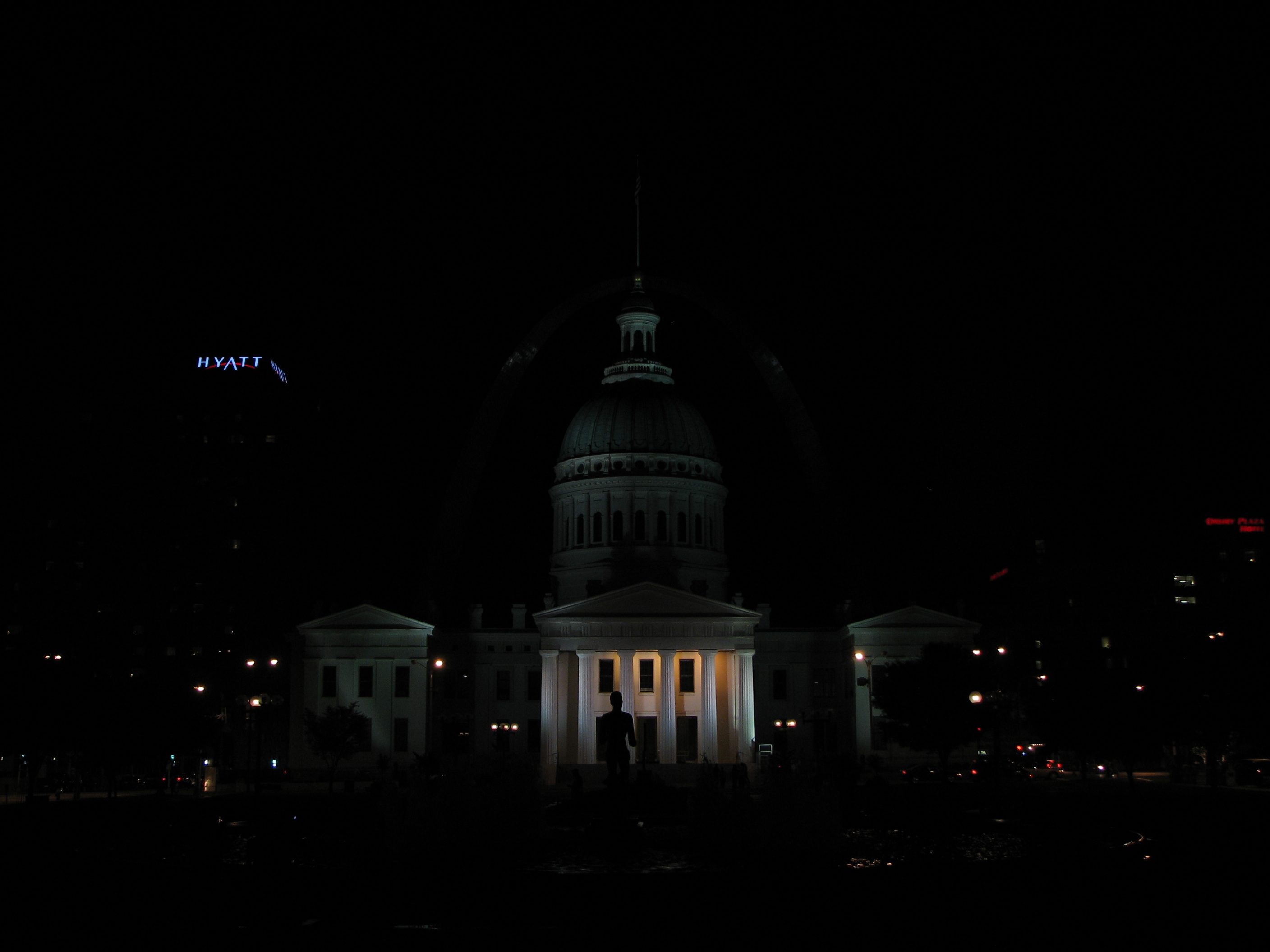
–4 puntos
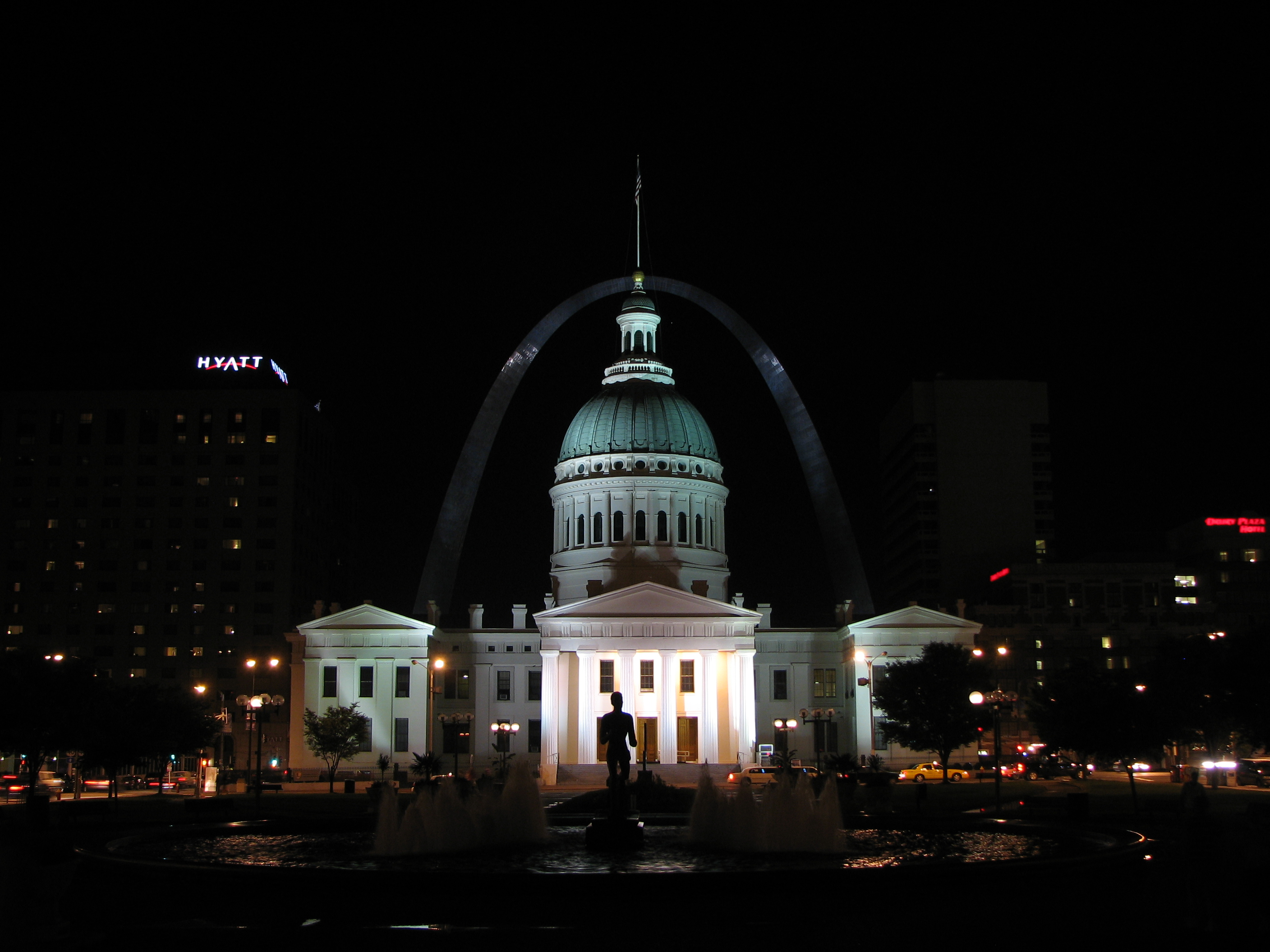
–2 puntos
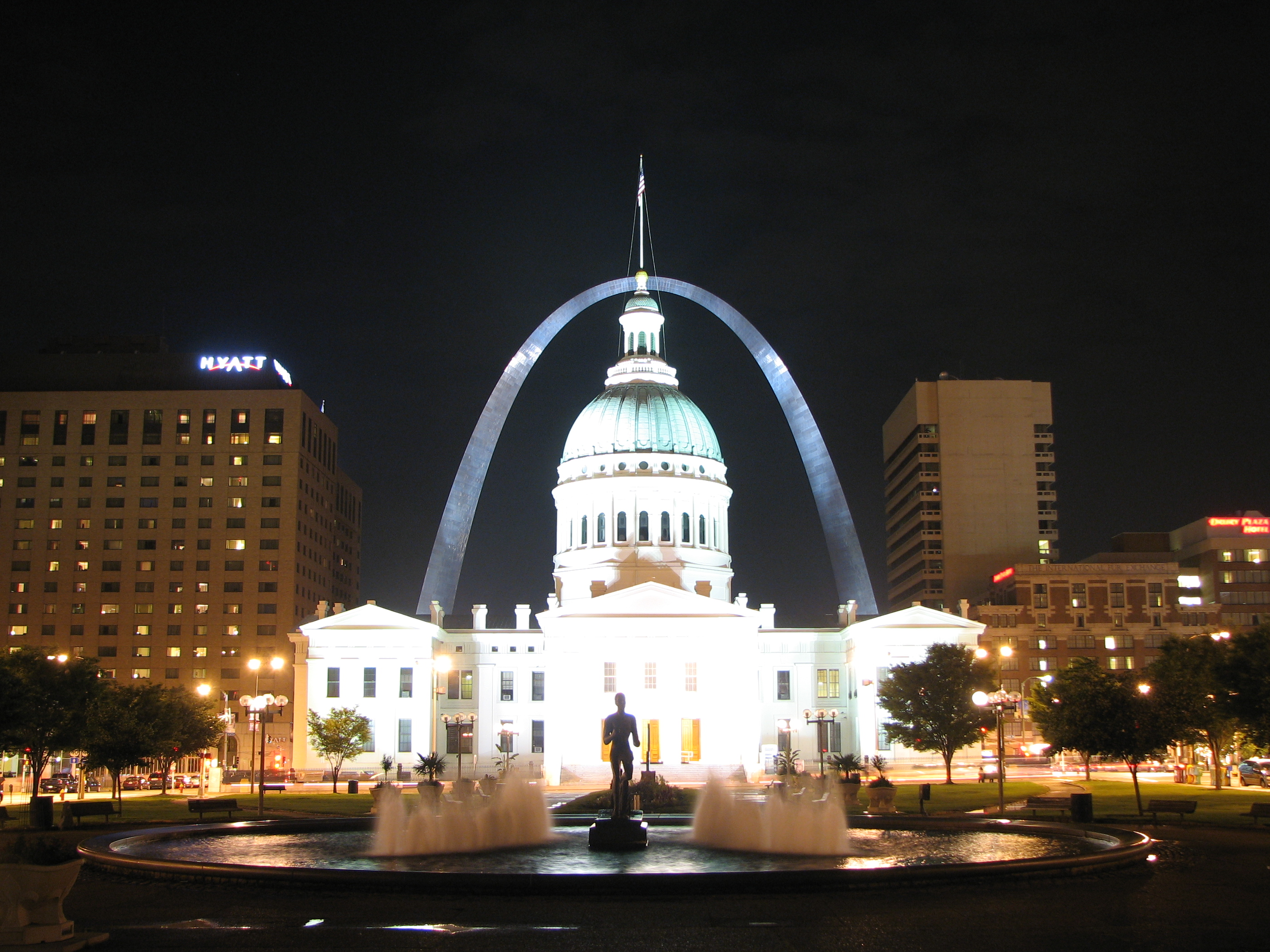
+2 puntos
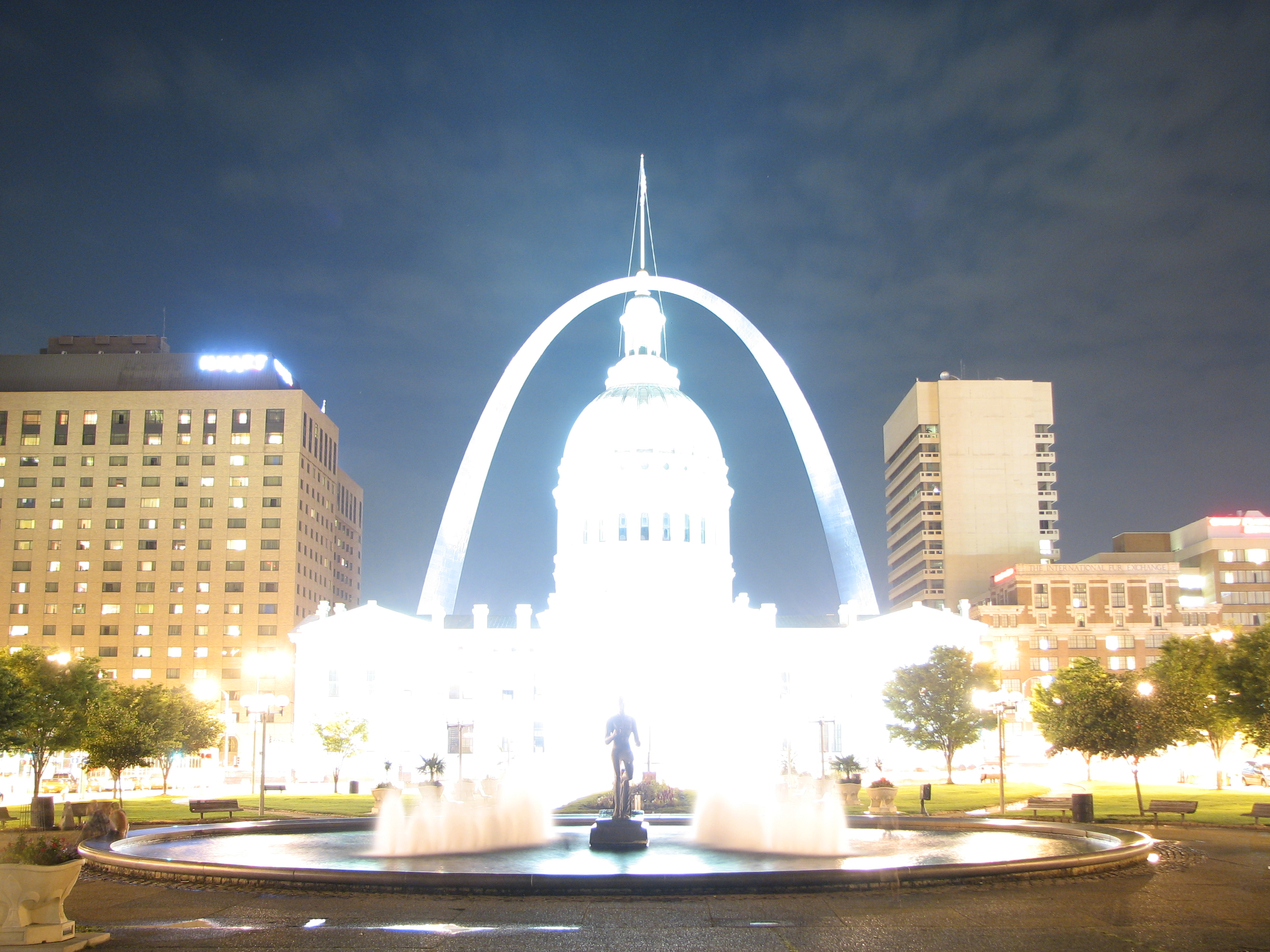
+4 puntos

Unidas a HDR y después reducidas a LDR
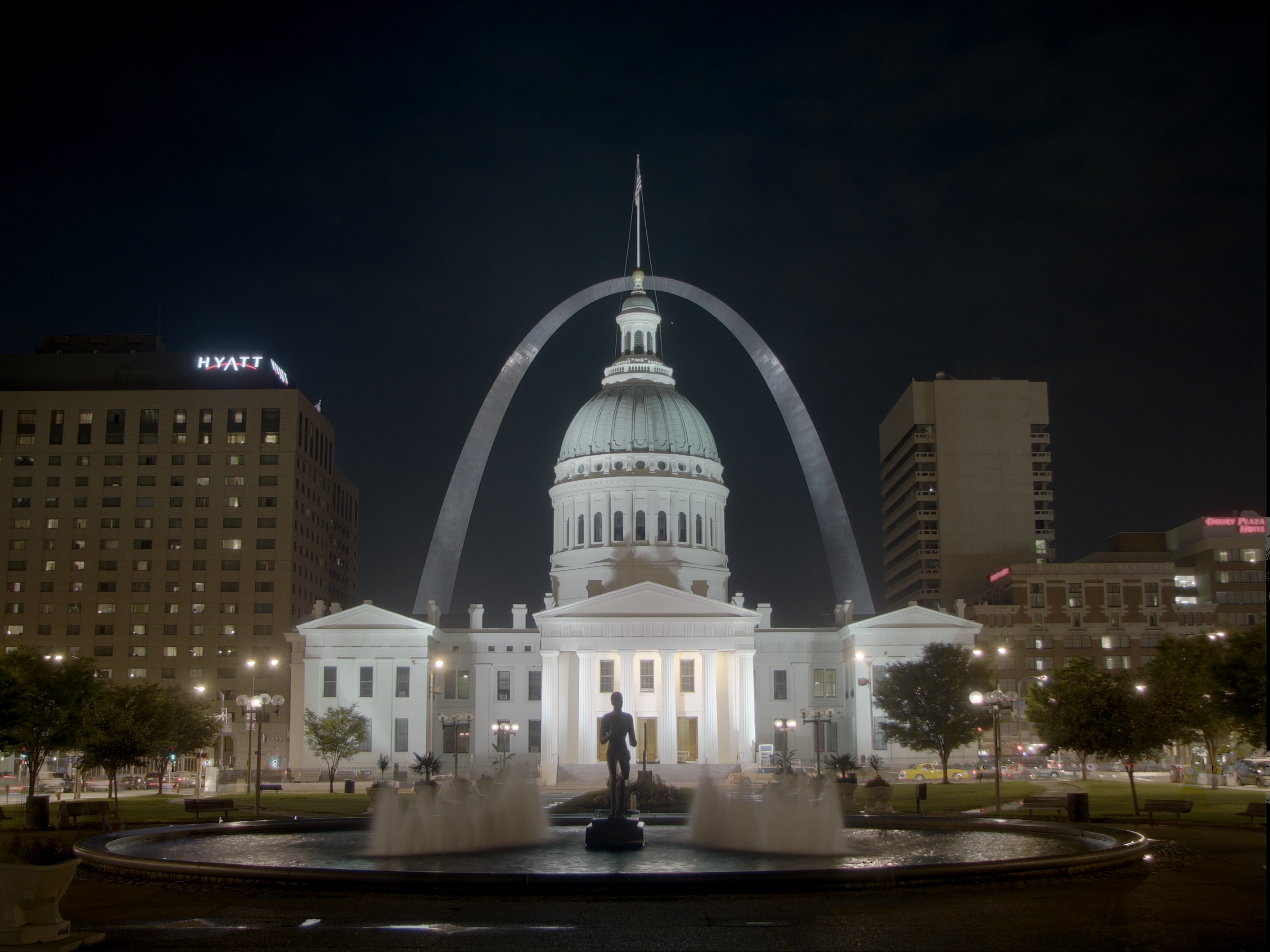
Reducción de contraste simple
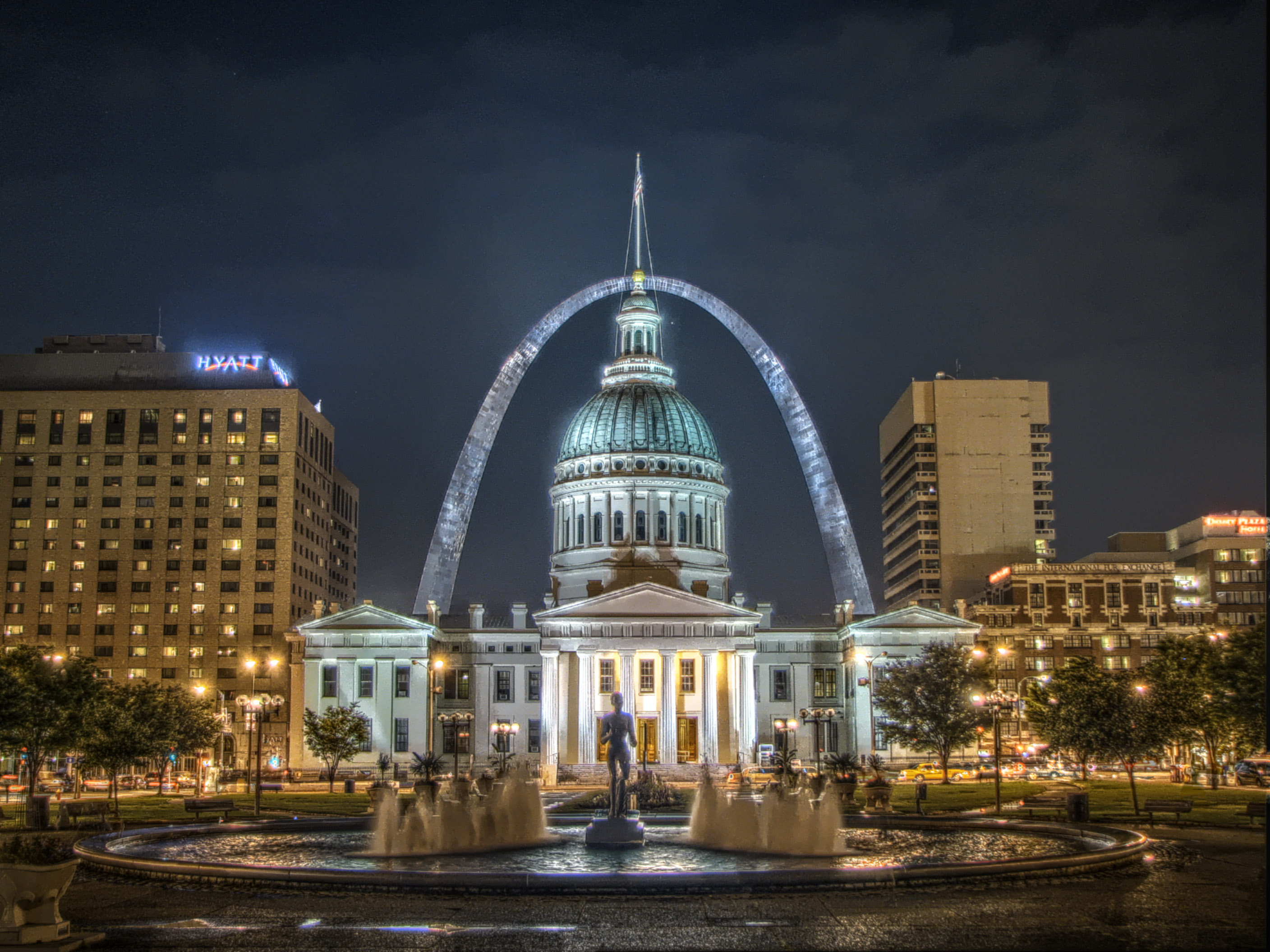
Mapeado de tonos localizado
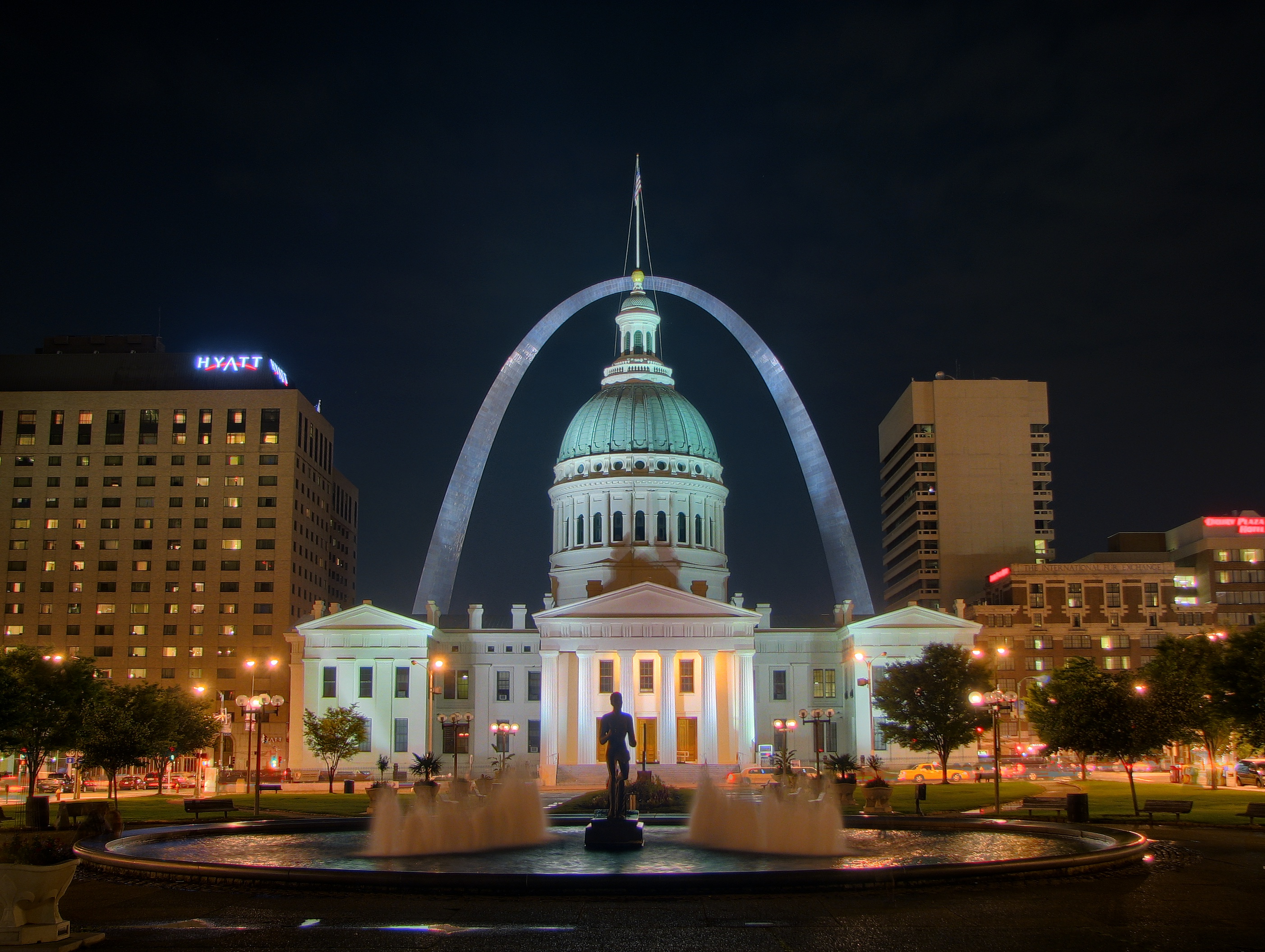
Procesamiento natural

Dos ejemplos de Fotos de Naturaleza utilizando técnica HDR
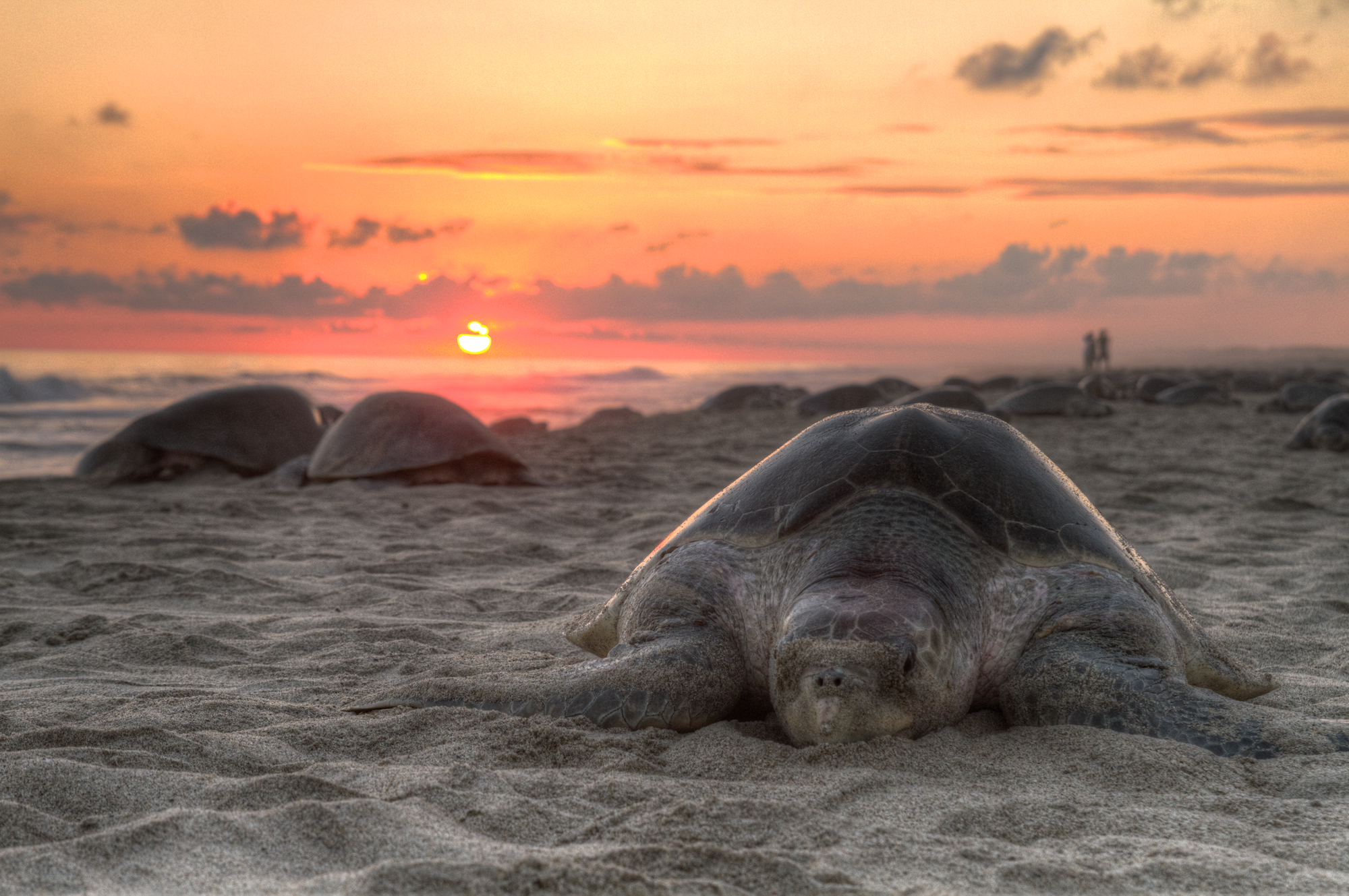
Tortuga y puesta del sol
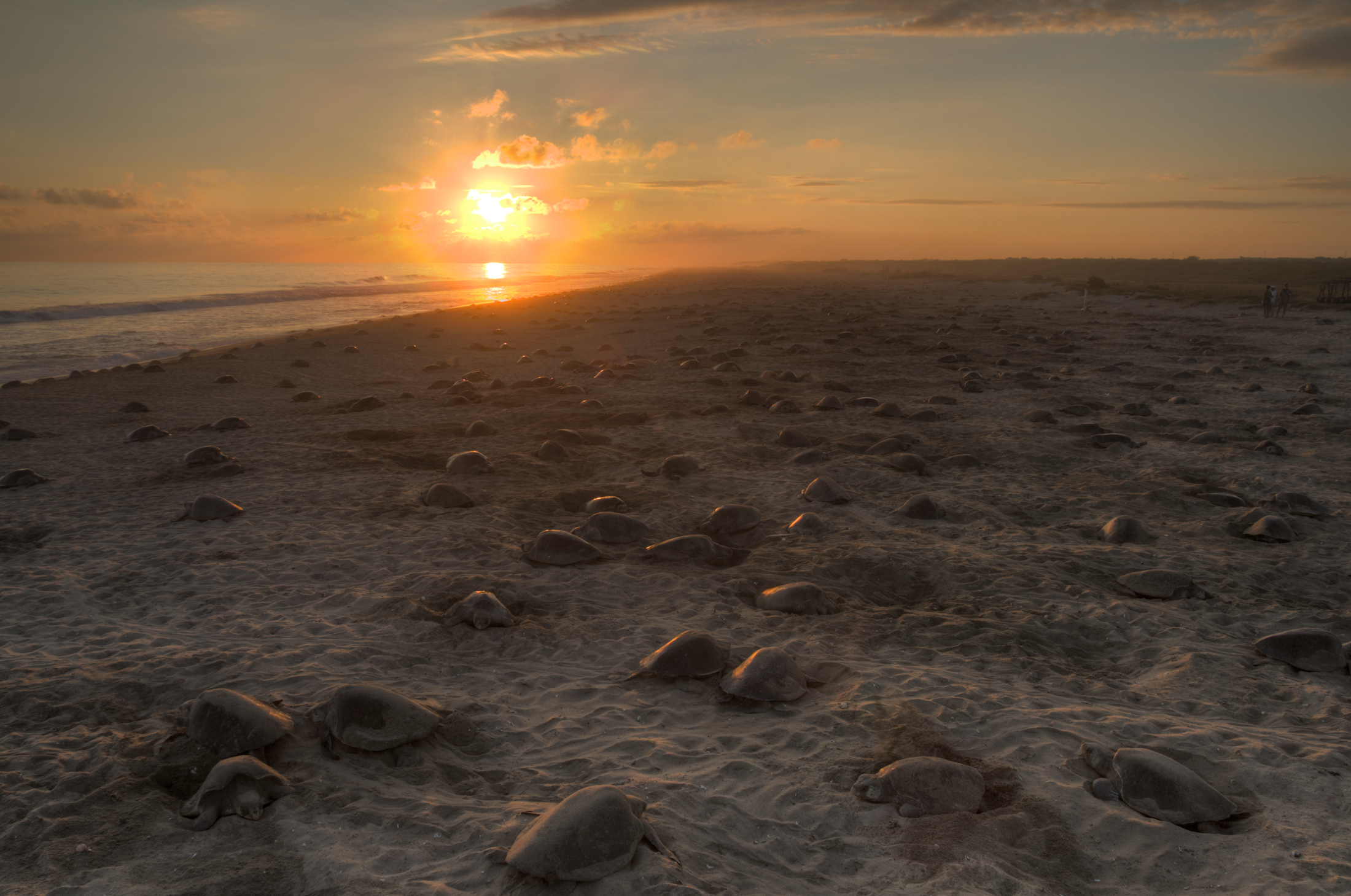
Arribada de tortugas desovando

Fotografía de paisaje urbano usando técnica HDR
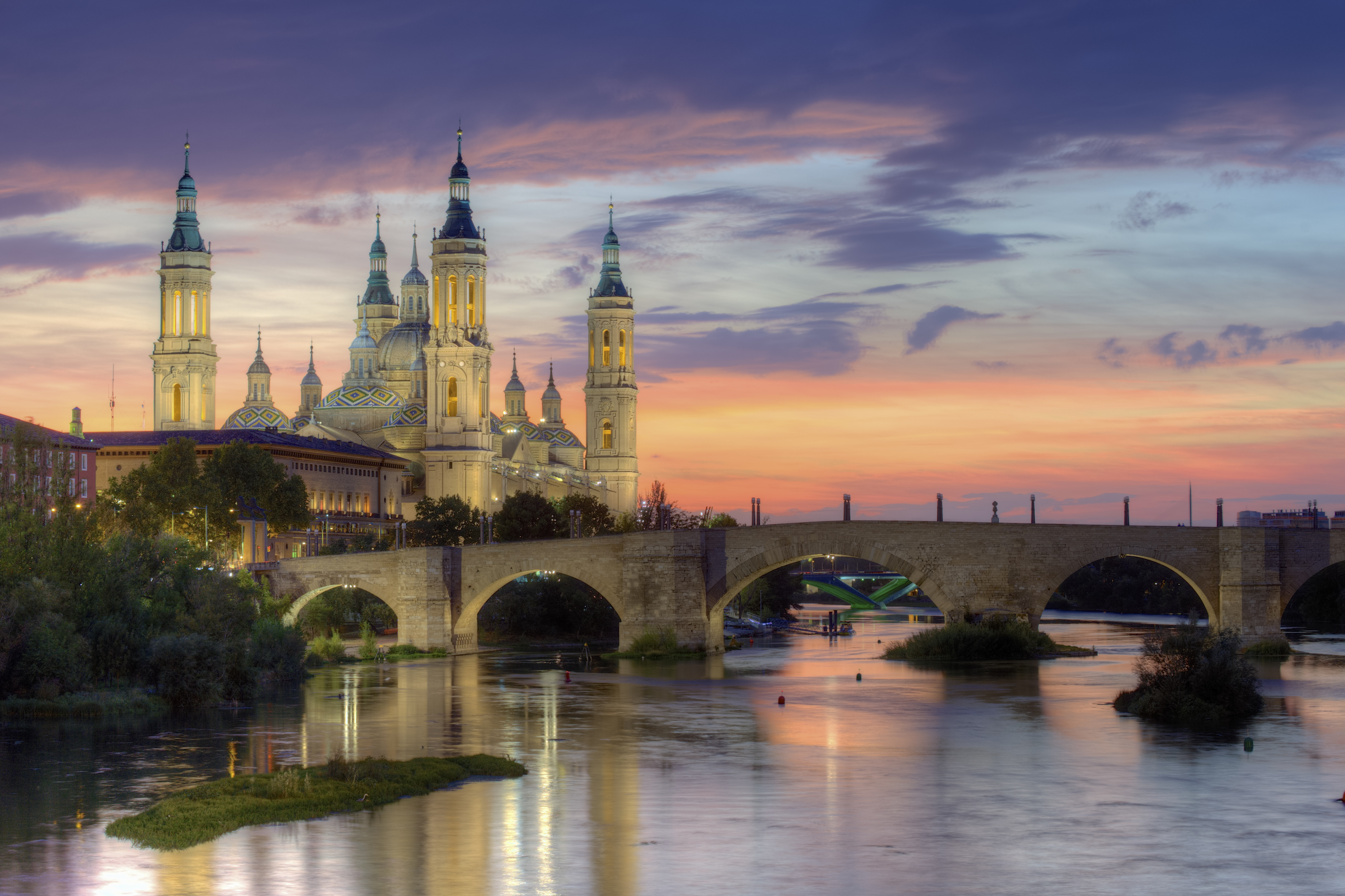
Basílica de Ntra. Sra. del Pilar (Zaragoza, España)

### Formato
- OpenEXR, .exr

### Software HDR
- Qtpfsgui (Sitio web) - Software libre Licencia (GPL)
- PFSTools - Software libre Licencia (LGPL)
- CVLTonemap Archivado el 19 de enero de 2008 en Wayback Machine. - Software libre Licencia (GPL)